# Тибблс, Персиваль Томас
Пе́рсиваль То́мас Ти́бблс (1881—1938), сценическое имя П. Т. Сэлбит (англ. P. T. Selbit) — английский иллюзионист, изобретатель и писатель
, первым представивший фокус с распиливанием женщины. Среди фокусников он выделялся своей изобретательностью и предпринимательским чутьем, которые помогли ему воплотить в жизнь множество иллюзий, завоевавших большой успех на сцене.

## Ранние годы и карьера
Персиваль Томас Тибблс (его настоящее имя) родился в Хампстеде, в одном из районов Лондона. Когда его отдали на обучение к ювелиру по серебру, он проявил большой интерес к оригинальному жанру. Цокольный этаж ювелирного магазина сдавался в аренду иллюзионисту и изобретателю Чарльзу Морритту, который использовал подвал как «магическую» мастерскую, и юный Тибблс часто тайком спускался туда, чтобы ознакомиться с изобретениями фокусника, пока того не было на месте. Тибблс начал представлять фокус с монетой и стаканами под псевдонимом П. Т. Сэлбит, который он придумал, записав свою фамилию в обратном порядке и убрав из неё одну букву «б». Он также использовал этот псевдоним, когда работал журналистом в одной из театральных газет, позже, когда составлял справочник мага и редактировал специальный журнал для иллюзионистов.
В период между 1902 и 1908 гг. Сэлбит работал в мюзик-холлах под именем Джоад Хитэб. Он пришёл к выводу, что публика жаждала увидеть нечто нетривиальное, новаторское. Грим, мантия и парик помогли ему создать псевдо-египетский образ. Этот случай отражает две особые черты его характера, которые играли далеко не последнюю роль в его иллюзионистской деятельности: находчивость и предпринимательский интерес постоянно радовать публику чем-то специфическим. В 1910 году Сэлбит гастролировал с фокусом «Картины с душой», в котором зрителям предлагали назвать любого художника, и работы в стиле этого мастера чудесным образом появлялись на освещённых полотнах. Культовым трюком его следующих гастролей был номер под названием «Могучий сыр» — зрителей приглашали на сцену попробовать опрокинуть круглую модель сырного колеса, но никто не мог этого сделать, потому что фокус был основан на использовании гироскопа.
В 1912 году Сэлбит начал работать на Маскелина и Деванта, которые поставили своей целью захватить иллюзионистский бизнес в Британии своими постановками в Египетском зале и зале Святого Георгия. Их первое сотрудничество имело место в период между 1912 и 1913 годами, когда они выступали в мюзик-холлах и американских варьете, представляя фокус Деванта «Окно дома с привидениями». В 1914 году в зале Святого Георга Сэлбит впервые показал миру трюк с прохождением человека сквозь стену.

## Фокус с распиливанием женщины
Существует множество вариантов исполнения данного фокуса. Однако вопрос о его происхождении до сих пор неясен: некоторые ссылаются на упоминание о трюке, датированном 1809 годом, другие придерживаются мнения о том, что корни подобных иллюзий произрастают ещё из древнего Египта. Современный маг-иллюзионист Джим Стейнмейер говорит, что великий французский фокусник Жан Эжен Робер-Уден впервые выпустил в печать описание данной иллюзии в 1858 году, но идее не удалось выйти за пределы печатного листа. Поэтому авторство фокуса приписывают Сэлбиту, который первым продемонстрировал его на сцене в лондонском театре «Эмпайр» в Финсбери-Парк 17 января 1921 года. На самом деле, Сэлбит продемонстрировал фокус с распиливанием ранее, в декабре 1920 года, в зале Святого Георга перед специально собранной публикой, состоящей из антрепренёров и театральных магнатов. Этот шаг был сделан с целью попытаться запатентовать фокус, чтобы связать его со своим именем.
В версии Сэлбита женщина забиралась в деревянный ящик, который по пропорциям был похож на гроб, но чуть больше. Запястья, щиколотки и шея ассистентки связывались веревками. Затем ящик закрывали, и женщину не было видно. После того как ящик ставили в горизонтальное положение, Сэлбит начинал работать с большой ручной пилой, насквозь распиливая конструкцию посередине. Из-за ограничений в движениях и пространстве, лезвие обязательно должно было пройтись по женской талии и разрезать её. Когда ящик наконец-то открывали, ассистентку, связанную веревками, освобождали, и в целости и невредимости женщина выходила на сцену.
Влияние фокуса на аудиторию было повальным, и Сэлбит превратился в кассового магната. Джим Стейнмейер приписывает быстрый рост популярности трюка не только к изобретательности Сэлбита, но также и к его умению выбирать правильное место в правильное время. К 1920 году мир устал от традиционного «волшебства». Изменения в обществе, вызванные невзгодами Первой Мировой войны вкупе со стремительными переменами в социальной и научной сферах, означали, что было самое время шокировать публику новой «магией». Фокус с пилой оказался знаменательным в создании образа миловидной помощницы, которую иллюзионисты подвергали «пыткам» и «увечьям». До Сэлбита как юноши, так и девушки принимали участие в магических обманах. В викторианскую эпоху пышная женская одежда препятствовала девушкам принимать участие в номерах, которые требовали от них долго находиться в тесном пространстве. К 1920 году мода изменилась, и выставлять напоказ симпатичную стройную ассистентку стало не только возможным, но и необходимым. Стейнмейер как-то заметил: «Помимо практических соображений, образ женщины, подвергнутой опасности, стал определённым трендом иллюзионистских развлечений».
Другие фокусники сразу же попытались подражать трюку Сэлбита и усовершенствовать его. В течение нескольких месяцев американский иллюзионист Хорас Голдин демонстрировал номер, в котором голова, руки и ноги помощницы были видны все время в ходе выполнения трюка. Голдин не терпел плагиата, и поэтому никогда не забывал о железной руке закона. Когда Сэлбит приехал в Америку с гастролями своего коронного номера, он обнаружил, что Голдин зарегистрировал множество возможных названий для своего трюка в Обществе по защите миниатюр от плагиата. Таким образом, Сэлбит был вынужден выпустить афишу с названием «Деление женщины», которое было менее впечатляющим чем «Распиливание женщины». Сэлбит попытался возбудить иск против Голдина за воровство идеи, но судебный процесс не увенчался успехом: суд постановил, что фокус Голдина значительно отличался от Сэлбитского.
Номер с пилой претерпел множество изменений, после того как различные варианты фокуса принесли славу и коммерческий успех Сэлбиту и другим иллюзионистам. Позже Голдин придумал номера, в которых не нужно было использовать крышку ящика, а на смену обычной ручной пилы пришла круглая. Ещё один фокус, который явно в некоторой степени повторяет оригинальный вариант Сэлбита, приписывают Алану Вакелину. Однако Сэлбит и по сей день считается изобретателем этого трюка. Он заставил мир на долгие годы вперед влюбиться в иллюзию.

## Возрождение
В 90-х годах широко известный английский иллюзионист Пол Дэниэлс отдал должное Сэлбиту в собственном телесериале «Секреты». Рассказывая о происхождении фокуса с пилой, Дэниэлс исполнил номер в оригинальном варианте Сэлбита, то есть с использованием стеклянных пластин, дающих эффект, будто бы голова и ноги ассистентки были отрезаны, а тело разрезано вертикально пополам.

## Дальнейшая деятельность и трюки
Завершив судебную гонку в Америке, которая существенно помешала ему достичь той же славы, которую он имел в Британии, в 1922 Сэлбит вернулся на родину. Он сосредоточил внимание на развитии новых трюков в надежде создать нечто, что повторило бы успех «Деления женщины». Он считается изобретателем Девушки/Юноши без туловища (1924), Через ушко иглы (1924), Тайна миллиона долларов, Растягивающаяся девушка, Избежать пресса, Магические кубики Сэлбита, и, возможно, Исчезновение сибирской цепочки. Хотя искусное выполнение некоторых трюков и их популярность позволили не одному поколению иллюзионистов представлять в дальнейшем эти номера, ни один из фокусов не добился такой же славы, как фокус с распиливанием женщины.
В 1928 году Сэлбит пришел на помощь Чарльзу Морритту, иллюзионисту, у которого он тайком учился «магии» в начале своей карьеры. Морритта арестовали и обвинили в незаконном присвоении денег: никто не понимал, что своим фокусом «Человек в трансе» иллюзионист с трудом зарабатывал себе на жизнь. Сэлбит и Уилл Голдстон оказали Морритту финансовую поддержку в защите, и в конечном счете он был признан невиновным.

## Публикации
- Сэлбит является автором «Справочника иллюзионистов» (1901)
- Также, в период между 1905 и 1907 годами, он работал редактором журнала «Колдун» (The Wizard), который позже, под эгидой другого редактора, был переименован в «Волшебную палочку» (The Magic Wand).